# Thomas Lynch (Politiker, 1844)
Thomas Lynch (* 21. November 1844 in Granville, Milwaukee County, Wisconsin; † 4. Mai 1898 in Antigo, Wisconsin) war ein US-amerikanischer Politiker. Zwischen 1891 und 1895 vertrat er den Bundesstaat Wisconsin im US-Repräsentantenhaus.

## Werdegang
Thomas Lynch wurde 1844 in Granville im damaligen Wisconsin-Territorium geboren. Sein Geburtsort wurde später in die Stadt Milwaukee eingegliedert. Lynch besuchte die öffentlichen Schulen seiner Heimat und zog im Jahr 1864 nach Chilton im Calumet County. Dort begann er in der Landwirtschaft zu arbeiten. Außerdem bekleidete er einige lokale Ämter. Zwischenzeitlich arbeitete er auch als Lehrer. Gleichzeitig schlug Lynch als Mitglied der Demokratischen Partei eine politische Laufbahn ein. Zwischen 1873 und 1883 saß er als Abgeordneter in der Wisconsin State Assembly. Nach einem Jurastudium an der University of Wisconsin–Madison und seiner im Jahr 1875 erfolgten Zulassung als Rechtsanwalt begann er in Chilton in seinem neuen Beruf zu arbeiten.
Von 1878 bis 1882 war Lynch Bezirksstaatsanwalt in seiner Heimat. Im Jahr 1883 zog er nach Antigo. In den Jahren 1885 und 1888 gewann er die Wahlen zum Bürgermeister dieses Ortes. Bei den Kongresswahlen des Jahres 1890 wurde er im neunten Wahlbezirk von Wisconsin in das US-Repräsentantenhaus in Washington, D.C. gewählt, wo er am 4. März 1891 die Nachfolge des  Republikaners Myron McCord antrat. Nach einer Wiederwahl im Jahr 1892 konnte er bis zum 3. März 1895 zwei Legislaturperioden im Kongress absolvieren. Ab 1893 war Lynch Vorsitzender des Committee on Mileage.
Nach seinem Ausscheiden aus dem US-Repräsentantenhaus ist Thomas Lynch politisch nicht mehr in Erscheinung getreten. Er starb am 4. Mai 1898 in Antigo.